# 大阪市電築港線
築港線（ちっこうせん）は、大阪府大阪市西区にあった九条新道駅と、大阪府大阪市港区にあった大阪港駅を結んでいた、大阪市電第一期線の路線。日本初の公営の路面電車路線である。

## 路線データ
- 1903年（明治36年）9月12日から1960年（昭和35年）7月31日まで
  - 起点：花園橋西詰駅 → 花園橋駅
  - 終点：築港桟橋駅 → 築港駅 → 大阪港駅
- 1960年（昭和35年）8月1日から1968年（昭和43年）4月30日まで
  - 起点：花園橋駅 → 九条新道駅
  - 終点：港車庫前駅

- 駅数：10駅（起終点含む、路線廃止時点）
- 軌間：1435mm
- 複線区間：全線（路線廃止時点）[1]
- 電化区間：全線 直流600V

## 歴史
関西鉄道社長でもあった鶴原定吉市長が、大阪市街地と築港とを直結して交通利便を増進し築港振興を図る目的で、花園橋西詰から築港埠頭まで開通していた築港道路上に単線の電気軌道を敷設することを計画したのが始まり。
1902年12月26日、市会議決を受けて大阪市は特許を申請。翌1903年2月9日に特許を得て、6月11日に工事施工認可を受けると軌道敷設に着手した。3月1日から7月31日まで開催されていた第五回内国勧業博覧会の開催期間中に間に合わせるため工事は急ピッチで進められ、開催中には間に合わなかったものの8月3日に完成。9月1日に運輸開始の認可を受け、9月12日に営業を開始した。
開業時の駅数は起終点あわせて10駅、営業距離は3哩15鎖（5.1km）。初年度は2,500円あまりの損失を出したが、次年度には18,000円あまりの利益を上げた。本路線の成功によって大阪市と鶴原市長は市電事業に明るい見通しを持ち、「市内交通機関市営主義」を打ち出して路線網を拡張していった。
当初は全線単線で、途中、市岡中学校前にあった鉄道事務所に待避線を設けてすれ違いをしていたが、第3期線計画とともに複線化されることとなり、1907年8月に複線化を実施、あわせて東西線とも直結した。
1908年に築港桟橋駅の先にループ線を設けて折り返し運転ができるようになったが、1921年、築港桟橋駅から天保山桟橋駅を経由して三条通四丁目駅に至る築港北海岸通線が開業してループ線は撤去され、三条通四丁目駅から築港桟橋駅、天保山桟橋駅を経由して三条通四丁目駅に戻る一方通行での運転が行われるようになった。
戦後、自動車交通の増加に伴って路面を走行する市電は輸送効率が低下。高速鉄道が計画されることとなり、1959年12月に高速鉄道4号線大阪港駅 - 弁天町駅間の建設工事が始まった。これに伴い、1960年8月1日、本路線の港車庫前駅 - 大阪港駅間が築港北海岸通線とともに休止された。このとき、並行するバス路線とは別に、無料乗り継ぎができる電車代行バスが運行された。
この区間は再開の予定があったが、1963年12月の交通都市審議会答申第8号にて地下鉄の計画路線と重複する路面電車の逐次廃止方針が決定。1964年11月1日に休止されていた区間が廃止となった。翌1965年12月26日には当系統（都島車庫前 - 港車庫前間）に大阪市電史上初のワンマンカーによる営業運転を開始するものの、1968年5月1日には最後まで残っていた九条新道駅 - 港車庫前駅間も廃止となった。同時に大阪市電最初で最後のワンマンカーの運転もピリオドを打った。

### 年表
- 1903年（明治36年）9月12日：大阪市電の第一期線として、花園橋西詰駅 - 築港桟橋駅間が全線開業。
- 1903年（明治36年）以降：三条通駅開業。
- 1904年（明治37年）：八幡屋堤防駅廃止。八幡屋町駅（初代[2]）開業。
- 1905年（明治38年） - 1907年（明治40年）：千舟橋駅、三条通三丁目駅開業。三条通駅を三条通四丁目駅に改称。
- 1907年（明治40年）：築港桟橋駅から築港大桟橋駅（貨物駅）までの貨物線敷設（0.5km）。
- 1908年（明治41年）8月1日：九条二番道路駅開業。
- 1908年（明治41年）ごろ：築港桟橋駅に折り返し用のループ線を敷設。[3]
- 1909年（明治42年）以前：花園橋西詰駅を花園橋駅に改称。
- 1909年（明治42年）ごろ：磯路橋駅開業。田中町駅を夕凪町駅に改称、のちに移設（－0.1km）。
- 1909年（明治42年） - 1911年（明治44年）：市岡中学校前駅を市岡町駅に改称。
- 1912年（明治45年）以前：九条発電所前駅開業。八幡屋町駅廃止。
- 1913年（大正2年） - 1915年（大正4年）：九条二番道路駅を九条駅に改称。
- 1915年（大正4年）11月4日：境川町駅を移設（－0.1km)。
- 1916年（大正5年）2月：千舟橋駅から市電教習所構内への引込線を敷設（0.8km）。
- 1921年（大正10年）ごろ：市岡元町九丁目駅開業。
- 1923年（大正12年）10月1日：九条発電所前駅を電気局前駅に改称。
- 1923年（大正12年）ごろ：新池田町駅開業。
- 1923年（大正12年） - 1925年（大正14年）：九条駅を九条中通一丁目駅に改称。
- 1925年（大正14年）ごろ：八幡屋元町駅開業。
- 1926年（大正15年）8月7日：市立運動場前駅開業。市岡町駅を市岡元町二丁目駅に、芦花橋駅を市岡元町三丁目駅に、磯路橋駅を市岡元町四丁目駅に、市岡元町九丁目駅を市岡元町五丁目駅に改称。
- 1927年（昭和2年）1月10日：電気局前駅を九条南通一丁目駅に改称・移設（－0.1km）。
- 1940年（昭和15年）ごろ：築港桟橋駅を築港駅に改称。
- 1944年（昭和19年）6月1日：花園橋駅、九条南通一丁目駅、市岡元町二丁目駅、市岡元町三丁目駅、市岡元町五丁目駅、新池田町駅、朝潮橋駅、市立運動場前駅、八幡屋元町駅、三条通三丁目駅を廃止。
- 1945年（昭和20年）
  - 3月13日 - 6月7日：戦災のため夕凪橋駅 - 築港駅間休止。市電教習所構内までの引込線休止。
  - 12月1日：夕凪橋駅 - 築港駅間を再開。
- 1946年（昭和21年）
  - 1月1日：朝潮橋駅復活。
  - 7月1日：花園橋駅復活。
  - 12月1日：市岡元町二丁目駅復活（－0.1km）。
- 1948年（昭和23年）7月1日：新池田町駅、市立運動場前駅復活。朝潮橋駅休止。
- 1949年（昭和24年）4月1日：築港駅を大阪港駅に改称。
- 1951年（昭和26年）7月15日：市岡元町三丁目駅、朝潮橋駅復活。
- 1960年（昭和35年）8月1日：大阪市営地下鉄4号線（現在のOsaka Metro中央線）の大阪港駅 - 弁天町駅間の建設工事のため、港車庫前駅 - 大阪港駅間を運休し、大阪市営バスによるバス代行輸送を開始。[4]
- 1964年（昭和39年）
  - 10月1日：花園橋駅を九条新道駅に、九条中通一丁目駅を九条南一丁目駅に改称。
  - 11月1日：港車庫前駅 - 大阪港駅間の書類上の廃止日。
- 1968年（昭和43年）
  - 4月30日：九条新道駅 - 港車庫前駅間の旅客営業を終了。
  - 5月1日：九条新道駅 - 港車庫前駅間の書類上の廃止日。

## 駅一覧
- 1959年（昭和34年）7月当時。
- 括弧書き（背景色がグレー）の駅は廃止・休止駅。

| 駅名                 | キロ程 | 接続路線                                    | 廃止日           | 道路名                   | 所在地 | 所在地 | 所在地 |
| -------------------- | ------ | ------------------------------------------- | ---------------- | ------------------------ | ------ | ------ | ------ |
| 花園橋駅             | 0.0    | 大阪市電：九条中之島線                      |                  | みなと通 （国道172号線） | 大阪府 | 大阪市 | 西区   |
| 九条中通一丁目駅     | 0.2    | 大阪市電：東西線（1944年5月31日まで）       |                  | みなと通 （国道172号線） | 大阪府 | 大阪市 | 西区   |
| （九条南通一丁目駅） | 0.4    |                                             | 1944年6月1日廃止 | みなと通 （国道172号線） | 大阪府 | 大阪市 | 西区   |
| 境川町駅             | 0.7    | 大阪市電：九条高津線                        |                  | みなと通 （国道172号線） | 大阪府 | 大阪市 | 西区   |
| 市岡元町二丁目駅     | 1.2    |                                             |                  | みなと通 （国道172号線） | 大阪府 | 大阪市 | 港区   |
| 市岡元町三丁目駅     | 1.5    |                                             |                  | みなと通 （国道172号線） | 大阪府 | 大阪市 | 港区   |
| 市岡元町四丁目駅     | 1.7    |                                             |                  | みなと通 （国道172号線） | 大阪府 | 大阪市 | 港区   |
| 市岡元町五丁目駅     | 2.1    |                                             |                  | みなと通 （国道172号線） | 大阪府 | 大阪市 | 港区   |
| 夕凪橋駅             | 2.4    |                                             |                  | みなと通 （国道172号線） | 大阪府 | 大阪市 | 港区   |
| 新池田町駅           | 2.9    |                                             |                  | みなと通 （国道172号線） | 大阪府 | 大阪市 | 港区   |
| 港車庫前駅           | 3.1    |                                             |                  | みなと通 （国道172号線） | 大阪府 | 大阪市 | 港区   |
| 朝潮橋駅             | 3.2    |                                             |                  | 中央大通 （国道172号線） | 大阪府 | 大阪市 | 港区   |
| 市立運動場前駅       | 3.5    |                                             |                  | 中央大通 （国道172号線） | 大阪府 | 大阪市 | 港区   |
| （八幡屋堤防駅）     | 3.6    |                                             | 1904年廃止       | 中央大通 （国道172号線） | 大阪府 | 大阪市 | 港区   |
| （八幡屋元町駅）     | 3.8    |                                             | 1944年6月1日廃止 | 中央大通 （国道172号線） | 大阪府 | 大阪市 | 港区   |
| 千舟橋駅             | 4.0    | 大阪市電：安治川築港線（1945年3月14日まで） |                  | 中央大通 （国道172号線） | 大阪府 | 大阪市 | 港区   |
| （八幡屋町駅）       | 4.3    |                                             | 1912年以前廃止   | 中央大通 （国道172号線） | 大阪府 | 大阪市 | 港区   |
| （三条通三丁目駅）   | 4.5    |                                             | 1944年6月1日廃止 | 中央大通 （国道172号線） | 大阪府 | 大阪市 | 港区   |
| 三条通四丁目駅       | 4.7    | 大阪市電：築港北海岸通線                    |                  | 中央大通 （国道172号線） | 大阪府 | 大阪市 | 港区   |
| 大阪港駅             | 5.1    | 大阪市電：築港北海岸通線                    |                  | 中央大通 （国道172号線） | 大阪府 | 大阪市 | 港区   |

## 系統
- 1908年8月時点：3号系統（花園橋駅 - 築港駅）
- 1917年2月改正時：
  - る号系統（築港駅 - 九条中通一丁目駅 - 松島町一丁目駅 - 玉造駅）
  - を号系統（築港駅 - 船津橋駅 - 大江橋駅 - 大阪駅前駅 - 渡辺橋駅 - 賑橋駅 - 上本町六丁目駅）
  - か号系統（築港駅 - 境川町駅 - 湊町駅前駅 - 賑橋駅 - 日本橋筋一丁目駅 - 北浜二丁目駅 - 天神橋筋六丁目駅）
- 1957年11月1日時点：
  - 21号系統（野田阪神電車前駅 - 川口町駅 - 大阪港駅 - 野田阪神電車前駅）
  - 22号系統（都島車庫前駅 - 阪急東口駅 - 肥後橋駅 - 川口町駅 - 大阪港駅 - 都島車庫前駅）
  - 23号系統（都島車庫前駅 - 天満橋駅 - 肥後橋駅 - 川口町駅 - 大阪港駅 - 都島車庫前駅）
  - 24号系統（今里駅 - 湊町駅前駅 - 境川町駅 - 大阪港駅 - 今里駅）